# Szent György-rend (orosz)
Az orosz Szent György-rendet (oroszul Военный орден Св. Великомученика и Победоносца Георгия [vojennij orgyen szv. Velikomucsenyika i Pobedonoszca Georgija]) 1769. november 26-án alapította II. Katalin orosz cárnő.

## Története
A Szent György Szalag II. Katalin alatt jelent meg az Orosz Birodalom legmagasabb katonai kitüntetésével, a Szent György-renddel együtt. A rendet 1769. november 26-án hozták létre az orosz-török háború idején, hogy a tiszteket jutalmazzák bátorságukért és az Orosz Birodalom iránti hűségükért.
A kitüntetés eredetileg 6 osztályból állt, melyek közül az első négyet a tiszteknek, a maradék kettőt az altiszteknek lehetett adományozni.

### Első világháborús használat
Az első világháborúban számos katona részesült ebben a kitüntetésben. Önfeláldozással, és bátorsággal lehetett elnyerni e kitüntetést amelyet csak az orosz cár, vagy cárnő adhatott át. A világháborúban számos orosz katonai pilótát tüntettek ki vele. A legmagasabb fokozatnak a negyedik számított.

### Második világháborús használat
Az második világháborúban – pontosabban az 1939-1945-ös időszak helyett a Szovjetunió német megtámadásától, 1941-től 1945-ig terjedő időszakban, amely a szovjet és orosz terminológia szerint a Nagy Honvédő Háború elnevezést viseli – Szent György-szalaggal díszítették a katonai kitüntetések egy részét. 

### Használata a 21. században
A 2000-es évektől kezdve a náci Németország felett aratott győzelemért hozott áldozatot, az orosz nagyságot jelképező Szent György-szalag az Oroszországhoz viszonyulás egyik sarokköve lett. Kokárdaként 2005 körültől – a második világháború végének 60. évfordulójától – kezdték el használni Oroszországban. 2014-től, a Krím orosz annexiójától, de különösen 2022 februárja óta (az Ukrajna elleni teljes szélességgel indított orosz invázió kezdetétől) lett az orosz trikolórral szinte azonos szintű jelkép. 
Az ukrajnai invázióra való utalása miatt a Szent György-szalag több országban is (pl. Ukrajna, Moldova) tiltott jelképpé vált.

### Kitüntetettek
A teljesség igénye nélkül:
- Pavel Vlagyimirovics Argejev
- Jurij Vlagyimirovics Gilsher
- Nyikolaj Kirillovics Kokorin
- Alekszandr Alekszandrovics Kazakov
- Jevgraf Nyikolajevics Krutyeny
- Ernst Kriszlanovics Leman
- Ivan Alekszandrovics Orlov
- Ivan Alekszandrovics Lojko
- Vaszilij Ivanovics Jancsenko
- Ivan Vasziljevics Szmirnov
- Eduard Martinovics Pulpe